# Rattkay

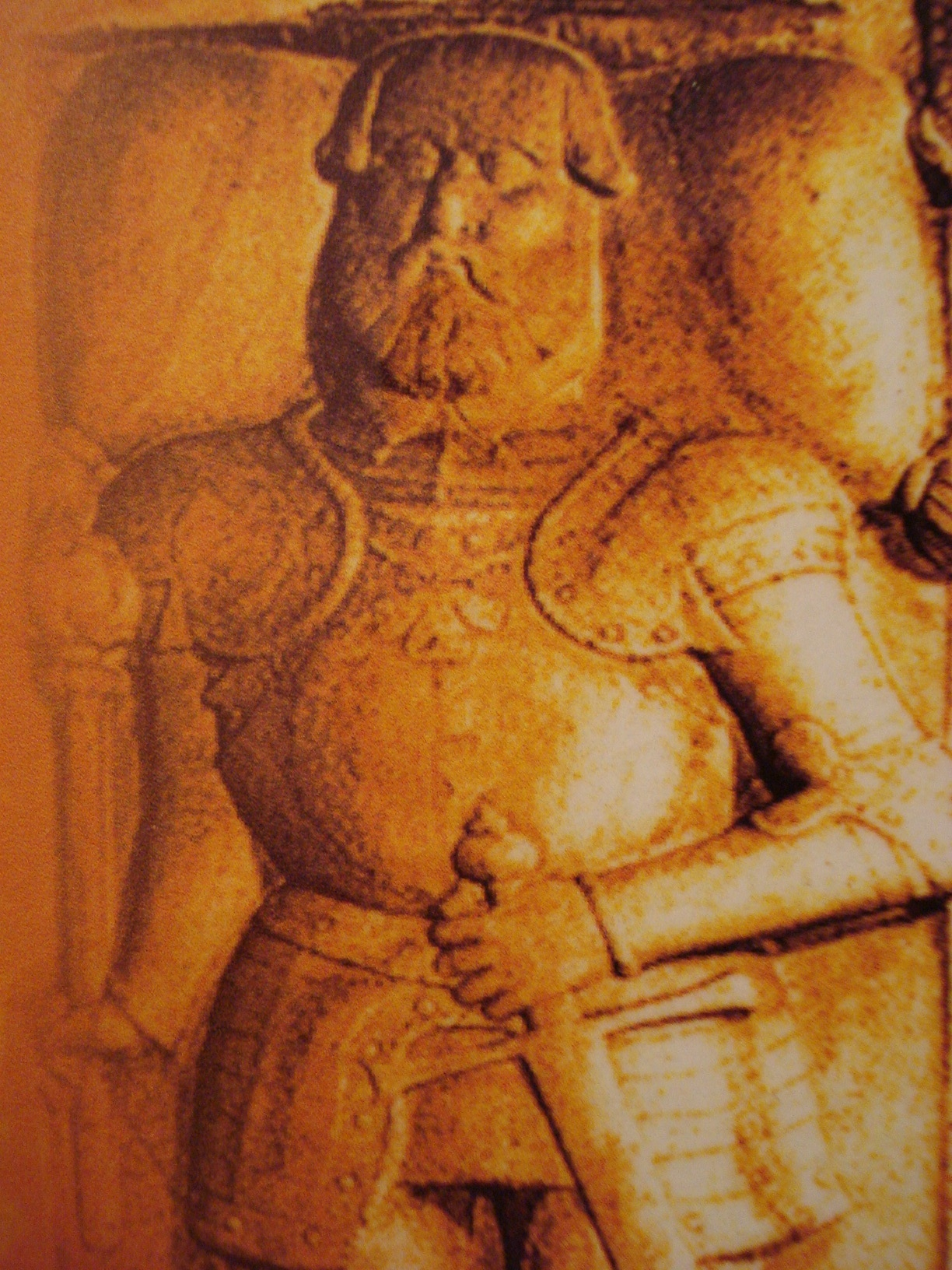
Pierre II, baron Rattkay

Les Rattkay (Ratkaj en croate) sont une dynastie d'origine hongroise qui domina, du XVIe siècle au XVIIIe siècle, le château de Veliki Tabor et les environs de Desinić dans la région du Zagorje croate.

## Histoire
Dès l'an 1400, les documents historiques mentionnent un Benoît (Benedikt) de Ratkha et ses fils, du nom de leur domaine sur la rivière Sajó dans le district de Gömör (Gemer en slovaque comme en croate) dans ce qui était alors la Haute-Hongrie, de Ratkha  se traduisant  en hongrois par Rattkay dans la graphie de l'époque.

### Installation au château duVeliki Tabor

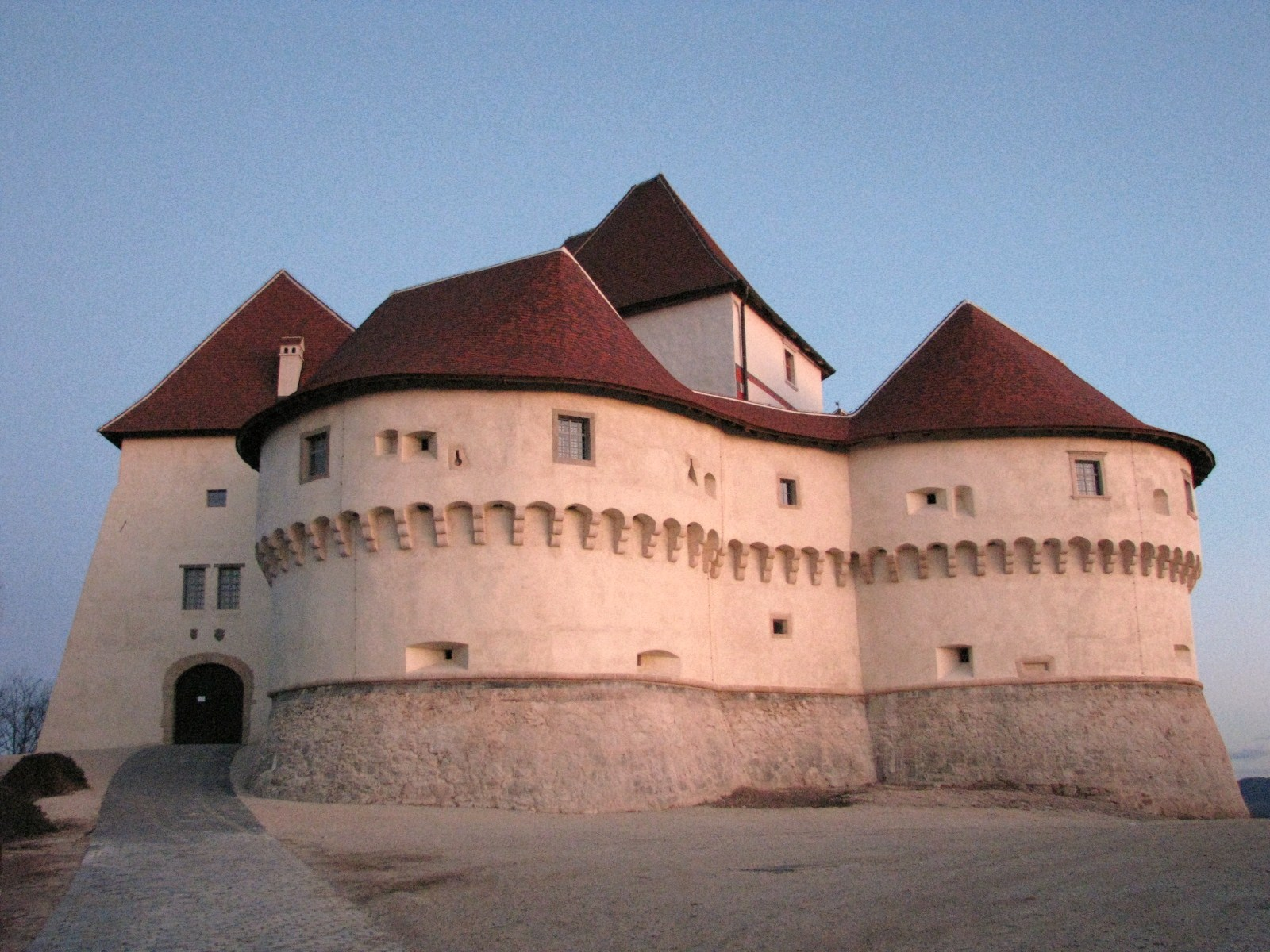
Le château de Veliki Tabor en 2012

En 1502 le fils illégitime de feu le roi Matthias, Jean Corvin, alors Ban de Croatie, attribue le château du Veliki Tabor (Le Grand camp) et ses terres de Desinić. On trouve la première mention de Desinić aux alentours de l'année 1334 dans les statuts  de l'évêché  de Zagreb, sous la dénomination d'Ecclesia sancti Gheorgii de Zothla comme lieu d'une Paroisse Saint-Georges. Elle s'appelle toujours Saint-Georges aujourd'hui. En 1590, le Roi Rodolphe accorde à la Paroisse le statut de centre de foire, ce qui donne à Desinić son rôle de centre local des échanges. La paroisse appartenait au fief du château de Veliki Tabor, et celui-ci à un district fiscal du Zagorje (Cultellus de Zagorie), dans un comitat de Vrbovec, en même temps que le fief de Jurketinec, au capitaine Paul Rattkay, pour services rendus et aussi, apparemment, en paiement d'une dette. 
La famille Rattkay  le gardera jusqu'en 1793, et marque son histoire, puisque les habitants du lieu sont encore fiers de s'appeler ratkajci.
Paul (Pavao en croate, Pál en hongrois) meurt en 1503 ; ses frères Benoît (Benedikt, mort en 1520) et Louis (Ladislas, László, mort en 1530) lui succèdent. À ce dernier, Georges de Brandebourg attribuera aussi en 1524 le château de Mali Tabor (Le Petit camp) près de Hum na Sutli, de sorte que les documents parleront de Paul, Benoît et Louis Rattkay comme des Rattkay de Nagy et Kys Tabor - Nagy voulant dire grand et kis petit en hongrois. 
Outre les Tabors, les Rattkay ont reçu en 1507 du roi le fief de Vrbovec et son château, dont on trouve les ruines à Klenovec Humski dans la commune de Hum na Sutli,.
Paul II Rattkay (mort en 1556), fils de Louis, fut vice-Ban de Croatie en 1538 et 1539, sous-joupan des comitats de Križevci et Varaždin et juge patricien (plemićki sudac) du comitat de Varaždin. Il se distingua dans la guerre contre les Ottomans à Veszprém en 1549 et Babócsa en 1556.

## Barons, puis comtes

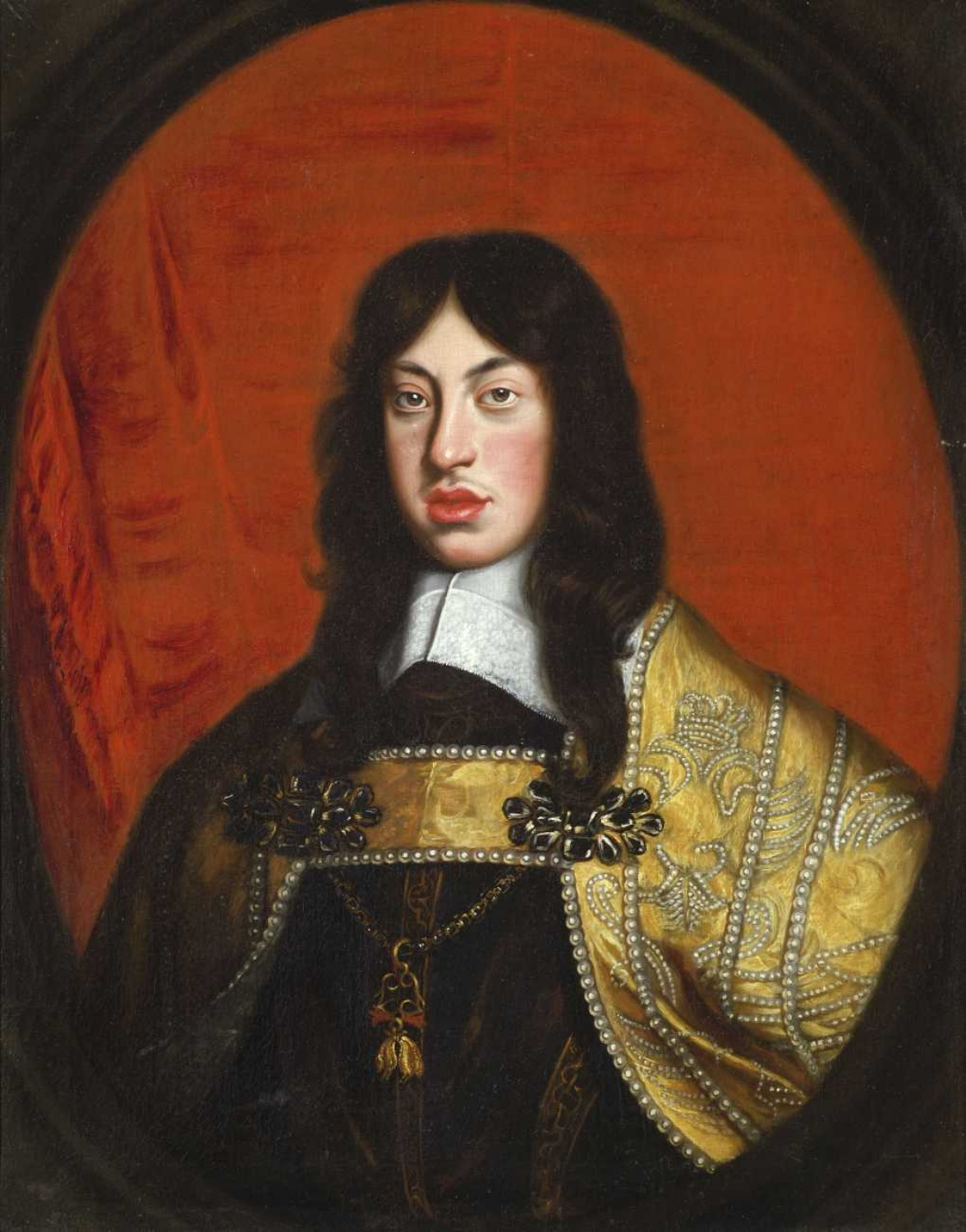
Léopold Ier

C'est à ses fils Paul III (mort aux environs de 1578) et Pierre II (Petar en croate, Péter en hongrois, mort en 1586) que le roi Ferdinand Ier accorda en 1559 le titre de baron. 
En 1578, c'est le roi Rodolphe II qui accorde à Pierre II une charte renouvelant le titre de noblesse des Rattkay et leur blason, pour ses exploits contre les Turcs dans la Frontière militaire de la Croatie. Ses fils fondent deux branches de la famille dont l'une disparaît vers 1689 avec la mort de Paul-Antoine (Pavao-Antun en croate, fils de Paul IV). L'autre branche de la famille, pour trois siècles de défense de la chrétienté  et du royaume de Hongrie-Croatie contre les envahisseurs ottomans, reçoit en 1687 du Roi Léopold Ier le titre de comte, ce qui place la famille au plus haut rang de la noblesse croate ; c'est cette branche qui s'éteint en 1793 avec Joseph-Jean.
Grâce à une bonne administration et à des mariages judicieux avec les grandes familles de la région (les Konjski, Zabočki, Drašković, Čikulin, Patačić, Keglević, Erdődy, etc.), la famille Rattkay aura su obtenir de nombreux fiefs et places fortes dans le Zagorje croate  et l'ouest de région de Zagreb.

## Jésuites de la famille Rattkay
La famille Rattkay ne s'est pas seulement distinguée sur les champs de bataille, et dans l'administration de ses terres : elle a aussi donné à la Croatie, et à l'Église catholique, des personnages inspirés.
Georges Rattkay
Le baron Georges II Rattkay de Veliki Tabor (Juraj Ratkaj Velikotaborski) né le 22 décembre 1612 au Veliki Tabor, mort à Zagreb le 1er septembre 1666), fils de Pierre Rattkay et Barbara Erdődy, était prêtre et historien.
De 1632 à 1639 il fut jésuite, puis prêtre et, à partir de 1642, chanoine de Zagreb. Il a participé  aux  combats contre les Turcs en 1641 et en 1648, puis en 1647 à la Guerre de Trente Ans. Installé au Veliki Tabor, où il vivait une vie assez libre, il fut député au Parlement de Hongrie à Pozsony, l'ami et le compagnon d'armes du Ban Ivan Drašković et de nombreux autres grands de l'époque, tels que le prince Georges (Juraj) Frankopan et le comte Pierre (Petar) Zrinski. Il est l'auteur de la première Histoire complète des Croates : Memoria regum et banorum regnorum Dalmatiae, Croatiae et Sclavoniae... (Mémorial des rois et des bans des royaumes de Dalmatie, Croatie et Slavonie...) écrite dans un esprit catholique et national et publiée à Vienne en 1652. 
Sa traduction du latin des Vertus de Ferdinand II est curieuse pour sa préface où il reproche à ses compatriotes de négliger les livres pour s'adonner à d'autres plaisirs. Ses talents auraient pu l'élever au sommet de sa lignée, mais son tempérament emporté le conduisit au contraire à être privé de son poste de chanoine  et des revenus y afférents. Vers la fin de sa vie, quoi qu'on l'eût privé du titre de chanoine, il dut à la bienveillance de l'évêque Petretić d'être nommé curé de la paroisse Saint-Jean Baptiste près de Zagreb (Sveti Ivan Krstitelj) où il passa en paix  ses dernières années.
Nicolas Rattkay

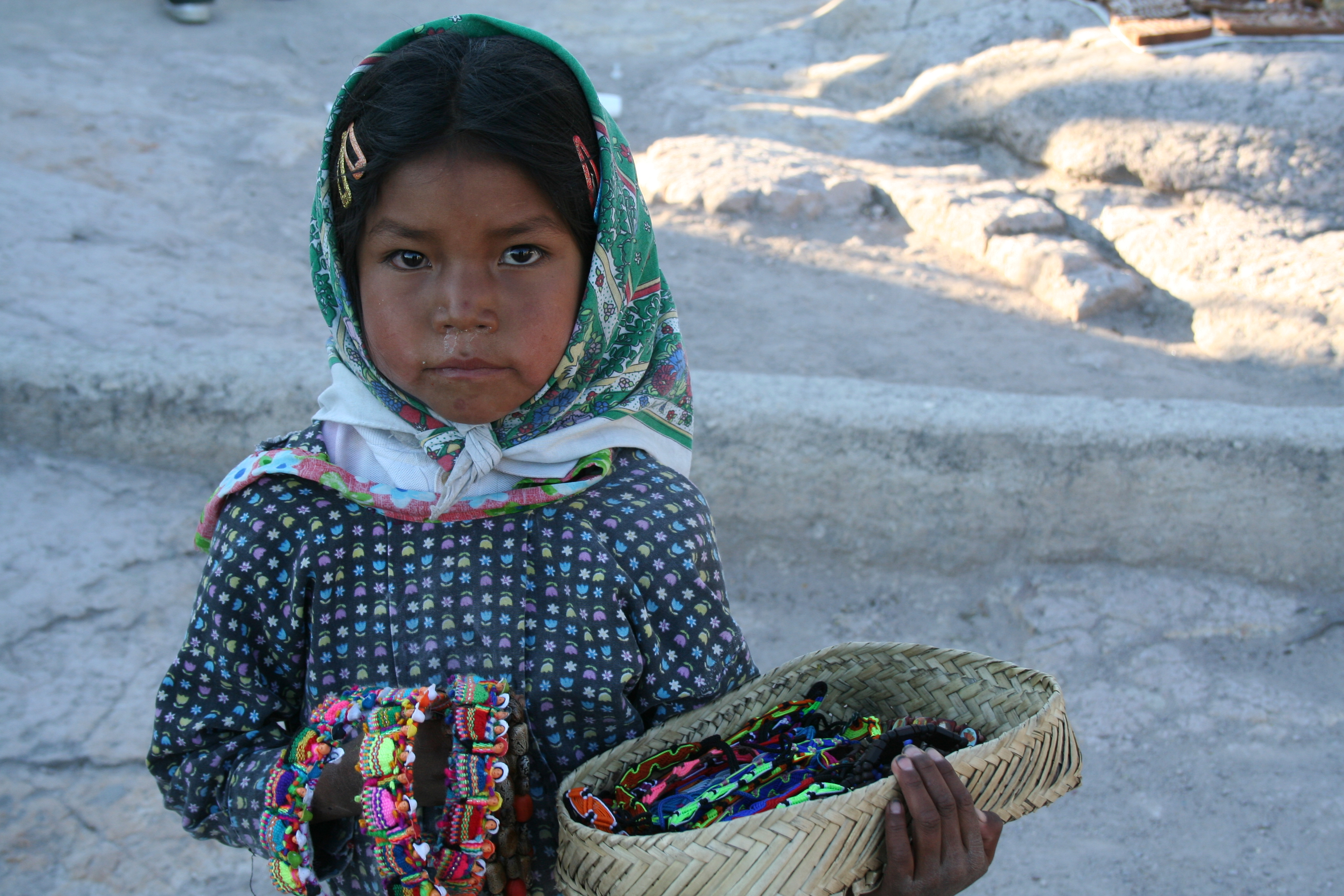
Enfant Tarahumara

Nicolas Rattkay (Nikola Ratkaj), né de Georges (Đuro) Rattkay et d'Euphrosine (Eufrozina) Pálffy le 1er janvier 1601 au Veliki Tabor, mort en odeur de sainteté le 25 février 1662 en Inde, fut missionnaire jésuite. À 14 ans, il entra au Collège des Jésuites de Brno, pour terminer ses études de philosophie à Graz et de théologie à Rome. Lorsqu'en 1622 Saint François Xavier eut été canonisé, ses successeurs à la tête de la Société de Jésus autorisèrent Nicolas Rattkay à partir évangéliser les Indes, où il poursuivit ses études pour être ordonné prêtre en 1624. On lui doit de nombreuses lettres contenant force détails sur la vie locale de l'époque. En 1649, dans une lettre au Ban Sigismond Erdődy, il se décrit déjà comme épuisé ; il n'en vécut pas moins dix années de plus. 
Jean Rattkay
Le baron Jean Rattkay de Veliki Tabor (Ivan Ratkaj Velikotaborski), né au Veliki Tabor le 22 mai 1647, mort à Jesús Carichic (Mexique) le 26 décembre 1683, était également prêtre jésuite et missionnaire. On lui doit la première carte de la région des Tarahumaras (Province de Chihuahua). 
Ayant achevé  des études de Droit et de théologie à Vienne, il y avait été page à la Cour de Léopold Ier. 
C'est en 1664 qu'il entre dans l'Ordre des Jésuites, pour enseigner en 1672 au Gymnasium de Zagreb, fondé en 1607. Puis il part comme missionnaire au Mexique, où il arrive en 1680. Ayant appris en six mois la langue des Tarahumaras, il rejoint dans les montagnes la mission de Tutuaca. 
On lui doit trois chroniques de ses pérégrinations, qui décrivent pour la première fois la région, la vie, la nature et les coutumes des indigènes. La première chronique raconte son voyage de Vienne à Mexico (1678-1680), la deuxième son voyage depuis la capitale jusqu'au pays des Tarahumaras, la troisième est assortie d'une carte de la région des Tarahumaras, avec mention des distances et altitudes, des pays du monde, l'emplacement des missions, des places fortes espagnoles et des tribus indiennes, et une indication sommaire des rivières et des montagnes. Cette carte tracée sur un papier, la plus ancienne faite de la région, a été achevée en 1683.
Étienne Rattkay
Dans la famille, Étienne Rattkay (Stjepan Ratkaj) a également été prêtre jésuite.